# Marc Porci Cató Licinià
Marc Porci Cató Licinià (en llatí: Marcus Porcius Cato Licinianus) va ser un magistrat romà. Era fill de Cató el Censor i de Licínia, i, per tant, formava part de la gens Pòrcia i era de la família dels Catons. Era conegut amb el sobrenom de Licinià, en referència a la seva mare i per distingir-lo del seu germanastre Marc Porci Cató Salonià, fill d'una altra dona del seu pare, Salònia. Cató Licinià es va destacar com a escriptor de temàtica jurídica, per bé que no s'ha conservat cap de les seves obres.
El seu pare va prestar molta atenció a la seva educació, la física i la mental. El va ensenyar a caminar, a nedar i a lluitar i, potser perquè tenia una constitució feble, el va exposar al fred i a la calor per endurir-lo. Cató no va permetre que un esclau que tenia, molt intel·ligent, anomenat Xiló, supervisés l'educació del seu fill, per por que el nen adquirís hàbits d'esclau; Xiló, però, va escriure textos d'història per a ell en lletres grans, i més endavant va compondre una mena d'enciclopèdia per al seu ús. El jove Cató es va convertir en un home savi i virtuós.
Va servir per primera vegada com a soldat l'any 173 aC quan va fer campanya a Ligúria sota el cònsol Marc Popil·li Lenat. La legió a la qual va pertànyer va ser dissolta, i va fer el jurament militar per segona vegada, assessorat pel seu pare, per poder lluitar legalment contra l'enemic. L'any 168 aC va lluitar contra Perseu de Macedònia a Pidna sota el cònsol cònsol Emili Paule, i més tard es casà amb la seva filla, Emília Tèrcia. Es va distingir per la seva habilitat en un combat on va perdre l'espasa, i finalment va poder-la recuperar. Els detalls d'aquest combat els expliquen, amb variants, diversos autors. Va tornar cobert de ferides, i va ser rebut amb entusiasme pel cònsol, que el va autoritzar a anar-se'n de l'exèrcit per poder-les sanar. El seu pare sembla haver-li advertit que no tornés a la legió, car, després de l'aprovació de sortir-ne, ja no era soldat.
A partir d'aquell moment es va dedicar a la pràctica de la llei, en la qual va adquirir gran fama i va deixar alguns escrits. Aulus Gel·li, que parla de la genealogia de la família Cató, diu que Cató Licinià havia escrit «egregios de juris disciplina libros». El Digest esmenta amb freqüència la Regula o sententia Catoniana, que era una coneguda regla del dret romà, que venia a dir que un testament no seria vàlid llevat que hagués estat vàlid si el testador hagués mort immediatament després d'haver-lo fet. Aquesta regla (que tenia diverses excepcions) era un cas particular d'una màxima més general: Quod initio non valet, id tractu temporis no potest convalescere.
Va morir el 152 aC quan havia estat designat pretor, però no havia començat a exercir. El seu pare, que encara vivia, conforme a la seva fama, va patir la seva pèrdua renunciant als seus béns i, gairebé pobre, li va donar un funeral molt frugal.